# Zoran Vulić
Zoran Vulić (Split, 4. listopada, 1961.), bivši je hrvatski nogometaš i nogometni trener.
Njegov otac Ante proslavljeni je vratar Hajduka.

## Igračka karijera

### Klupska karijera
Karijeru je započeo i završio u splitskom Hajduku gdje je kasnije imao zapažene rezultate kao trener. Za Hajduka je odigrao sveukupno 417 utakmica i postigao 84 pogotka. Nastupao je i u francuskom Nantesu, a kao igrač znao je zaigrati na svim položajiama, od libera do centarfora.

### Reprezentativna karijera
Nastupio je 25 puta za reprezentaciju Jugoslavije u razdoblju od 1985. do 1991. godine te zabilježio 1 pogodak. Prvi puta za nogometnu reprezentaciju Jugoslavije nastupio je 1986. godine protiv Brazila (2:4) u Recifeu, a posljednji put 1990. godine protiv Poljske (0:0) u Łódźu. U vrijeme dok je bio igrač Mallorce nastupio je za Jugoslaviju na svjetskom prvenstvu 1990. godine u Italiji. Dres hrvatske nogometne reprezentacije oblačio je 3 puta, uključujući i nastup 17. listopada 1990. godine u Zagrebu, u prvoj prijateljskoj utakmici hrvatske nogometne reprezentacije, od uspostave neovisnosti, protiv reprezentacije SAD-a, u kojoj je Hrvatska pobijedila s 2:1. 

## Trenerska karijera
Prvi put sjeo je na mjesto trenera splitskoga Hajduka u sezoni 1997./98. i to kao treći trener Hajduka te sezone, ali otišao je nakon zadnjeg kola. Opet je postao trenerom Hajduka 3 godine nakon toga, te nakon 5 godina vladavine zagrebačke Croatije donio je Hajduku naslov prvaka za sezonu 2000./01. Nije ostao trener, a naslijedio ga je Nenad Gračan. Vratio se opet ubrzo nakon toga i u klubu proveo čitavu sezonu 2002./2003. osvojivši 2. mjesto u ligi i nacionalni kup, dok je sljedeće godine u Kupu UEFA nesretno ispao od talijanske Rome. I te je sezone uspješno vodio splitske bile, ali je 3 kola prije kraja otišao iz kluba zbog neslaganja s upravom. Nasljednik Petar Nadoveza samo je dovršio posao osvajanja prvenstva. Vulića je takav rasplet događaja jako pogodio, te i danas ne priznaje kada mu netko spomene da je osvojio samo 1 naslov prvaka, govoreći kako mu je to bilo: "kao majci oduzeto tek rođeno dijete".[nedostaje izvor]
Zabilježena je kratka avantura u HNK Segesti iz Siska gdje je vodio klub tek 1 utakmicu. Ostatak je vremena provodio većinom čekajući angažman u Hajduku. Jednom ga je i Zdravko Mamić poželio na klupi Dinama.
Krajem (za Hajduk izuzetno neuspješne) sezone - 2006. godine postao je šefom omladinskog pogona kluba, no, neočekivanom ostavkom trenera seniora Luke Bonačića, po četvrti put sjeo je za "kormilo" splitskoga kluba. Vulić je uspio preporoditi momčad, koja je postala kompaktnija i karakternija. Ponajviše zahvaljujući desetki Kranjčaru (otišao nakon 5. kola), igrao se ljepši nogomet. Nakon ostvarenja rekordnih 7 pobjeda u prvih 7 kola, Vuliću je na Poljudu počela skandirati, inače vrlo zahtijevna, splitska publika, čime je Vulić postao jedan od rijetkih s takvim "priznanjem". Međutim, do sredine drugoga dijela sezone, forma je padala, a ta ista publika zamjerila je očajne igre s Dinamom, te nedavanje više prilika mlađim igračima poput Drage Gabrića, te je nakon prvog domaćeg poraza u sezoni (NK Pula 0:1 ), na sam Uskrs 8. travnja, podnio ostavku. Nakon toga trebao je dobiti posao šefa omladinskog pogona Hajduka, međutim, kasnije su mu ponudili samo vođenje jedne od momčadi u omladinskoj školi, što je Vulić odbio. Na početku 2008. godine preuzeo je mjesto trenera ruskog prvoligaša Luč-Energije iz Vladivostoka. Od 22. rujna 2009. godine bio je trenerom hrvatskoga prvoligaša HNK Rijeke, u kojem se zadržao samo do 10. studenoga iste godine.
Njegov idući klub postala je NK Istra 1961, koju je vodio od veljače 2010. do ožujka 2011. godine. Poslije NK Istre 1961 je Vulić još dva puta vodio RNK Split.

### FC Sheriff Tiraspol
Nekoliko dana nakon što je otišao s mjesta trenera RNK Splita, Vulić je preuzeo moldavski Sheriff iz Tiraspola. Vulić je u Sheriffu naslijedio Liliana Popescua, a u Moldaviji je mu pomoćni trener postao Mladen Pralija.
Kao trener Sheriffa je osvojio prvenstvo, ali je otišao u lipnju 2016. nakon što nije dogovorio nastavak suradnje.

### FK Atyrau
Sredinom prosinca 2016. godine preuzeo je kazahstanskog prvoligaša Atyraua. Dana 11. travnja 2017. godine, Atyrau je objavio sporazumni raskid ugovora s Vulićem, zbog Vulićeve želje za povratkom u domovinu radi obiteljskih razloga.

### Apollon Smyrni
Krajem rujna 2017. godine preuzima grčkog fenjeraša Apollon Smyrni. Međutim, dana 11. prosinca 2017. godine, uprava Apollona smjenjuje Vulića unatoč tome što je uspio podići momčad s posljednjeg mjesta u zonu opstanka.

### Povratak u Hajduk
Dana 9. rujna 2018. godine, po peti je put u karijeri preuzeo splitski Hajduk. 
U svom petom mandatu je dobio otkaz 27. studenog 2018. godine, nakon devet prvenstvenih utakmica na klupi Hajduka, a iz tih devet, svega dvije dobivene.

### Hrvatska nogometna reprezentacija
Vulić je bio pomoćnim trenerom hrvatske nogometne reprezentacije u doba izbornika Otta Barića (2002. – 2004.).

## Priznanja

### Igrač

#### Klupska
Hajduk Split
- Kup maršala Tita (2) : 1984., 1987.
- Prva HNL (2) : 1993./94., 1994./95.
- Hrvatski nogometni kup (1) : 1995.

### Trener
Hajduk Split
- Prva HNL (1) : 2000./01.
- Hrvatski nogometni kup (1) : 2003.

FC Sheriff Tiraspol
- Divizia Națională (1) : 2015./16.

## Vulići u Hajduku
- Ante Vulić
- Edo Vulić, bez službenih nastupa; 6 prijateljskih i 1 zgoditak
- Kazimir Vulić
- Zoran Vulić